# 彼得·戴夫林
彼得·戴夫林（英語：Peter J. Devlin）美国音频工程师。他获得过5次奥斯卡最佳音响效果奖。自1988年起，戴夫林参与制作了50多部电影。

## 部分影视作品
- 珍珠港 (2001)[1]
- 变形金刚 (2007)[2]
- 星际迷航 (2009)[3]
- 变形金刚3 (2011)[4]
- 黑豹 (2018)[5]